# Campanya Unitària per l'Autodeterminació

Logotip de la Campanya Unitària per l'Autodeterminació

La Campanya Unitària per l'Autodeterminació (CUA) fou una plataforma política de l'Esquerra Independentista catalana creada el novembre del 2005, per tal de coordinar arreu dels Països Catalans una resposta contrària al processos de reforma estatutària iniciats a Catalunya, a l'Aragó, a les Illes Balears i al País Valencià. L'objectiu de la CUA era evidenciar el fracàs de l'"Estat de les autonomies" i reivindicar el dret a l'autodeterminació pel poble català. Al Principat, es dissolgué dins la Campanya Diguem No en el moment de la seva constitució l'any 2006. Nogensmenys, va mantenir-se en peu a la resta del territori afectat per les reformes, per fer front als respectius estatuts d'autonomia.
Els actes més rellevants de la CUA es duren a terme l'11 de febrer amb una manifestació a Barcelona (19h. Pl. Universitat) sota el lema "Som una nació: autodeterminació!", el 25 de febrer amb una cadena humana que encerclà la Delegació del Govern espanyol a Catalunya situada a Barcelona (12h, Pla de Palau), el 27 de març amb una concentració davant les Corts Valencianes (18h) com a protesta per l'aprovació del text estatutari valencià, l'1 d'abril amb una concentració davant dels ajuntaments dels municipis dels Països Catalans sota administració espanyola, el 23 d'abril amb una manifestació a Barcelona (12h, Pl. Universitat), i a les 18:30h del 25 d'abril amb concentracions davant de les seus del PP i/o PSOE de cada municipi dels Països Catalans sota administració espanyola, en protesta pel sistema antidemocràtic de reforma de l'Estatut valencià.